# امیریه (دامغان)
روستای امیرآباد که نامش را در سال ۱۳۷۵ به امیریه تغییر دادند، یکی از شهرهای شهرستان دامغان در استان سمنان است. جمعیت این شهر بر طبق سرشماری سال ۱۳۹۵، برابر ۳٬۵۶۱ نفر است.